# Dramma romantico
Il dramma romantico è un genere teatrale nato tra la fine del XVIII e l'inizio del XIX secolo, che ebbe grande importanza in Europa in alternativa al dramma borghese.

## Storia
Il dramma romantico si sviluppò in concomitanza con il movimento del Romanticismo, in particolare in Germania, dove nell'ambito dello Sturm und Drang, autori come Johann Wolfgang von Goethe e Friedrich Schiller prendevano ad ispirazione per le loro opere non il dramma borghese, ma il genio assoluto di Shakespeare, capace di mescolare tragico e comico, e sempre pronto a dare sfogo a prorompenti passioni.
Degli ideali romantici e neoclassici si nutrirono molte tragedie di soggetto storico o mitologico. Al romanticismo teatrale fecero riferimento anche autori italiani come Alessandro Manzoni, con tragedie come l'Adelchi e Il Conte di Carmagnola, oltre a Silvio Pellico con la tragedia Francesca da Rimini. Ambientazioni analoghe tornarono anche nel melodramma. Importante fu anche il teatro romantico inglese: fra i maggiori rappresentanti ci furono Percy Bysshe Shelley, John Keats e Lord Byron.
Il dramma romantico ebbe soprattutto il merito di contribuire a rinnovare il modo di fare teatro, liberandolo dalle incrostazioni formali derivanti dai secoli precedenti, in particolare le unità aristoteliche. Tuttavia ebbe una durata alquanto breve: in Francia non durò più di una quindicina d'anni, e anche in Italia le tragedie manzoniane (che pure rappresentano il punto più alto del dramma romantico italiano) vennero sempre considerate opere letterarie, più che testi da mettere in scena.
Insomma, in Inghilterra, Francia e Italia, in concomitanza con la nascita del naturalismo e del verismo (la ricerca della realtà in maniera oggettiva), intorno alla metà del XIX secolo le grandi tragedie cedettero il posto al dramma borghese, caratterizzato da temi più vicini alla nuova classe sociale, da intrecci ben costruiti e da un abile uso degli espedienti drammatici.